# Woldemar Hermann von Löwenstern

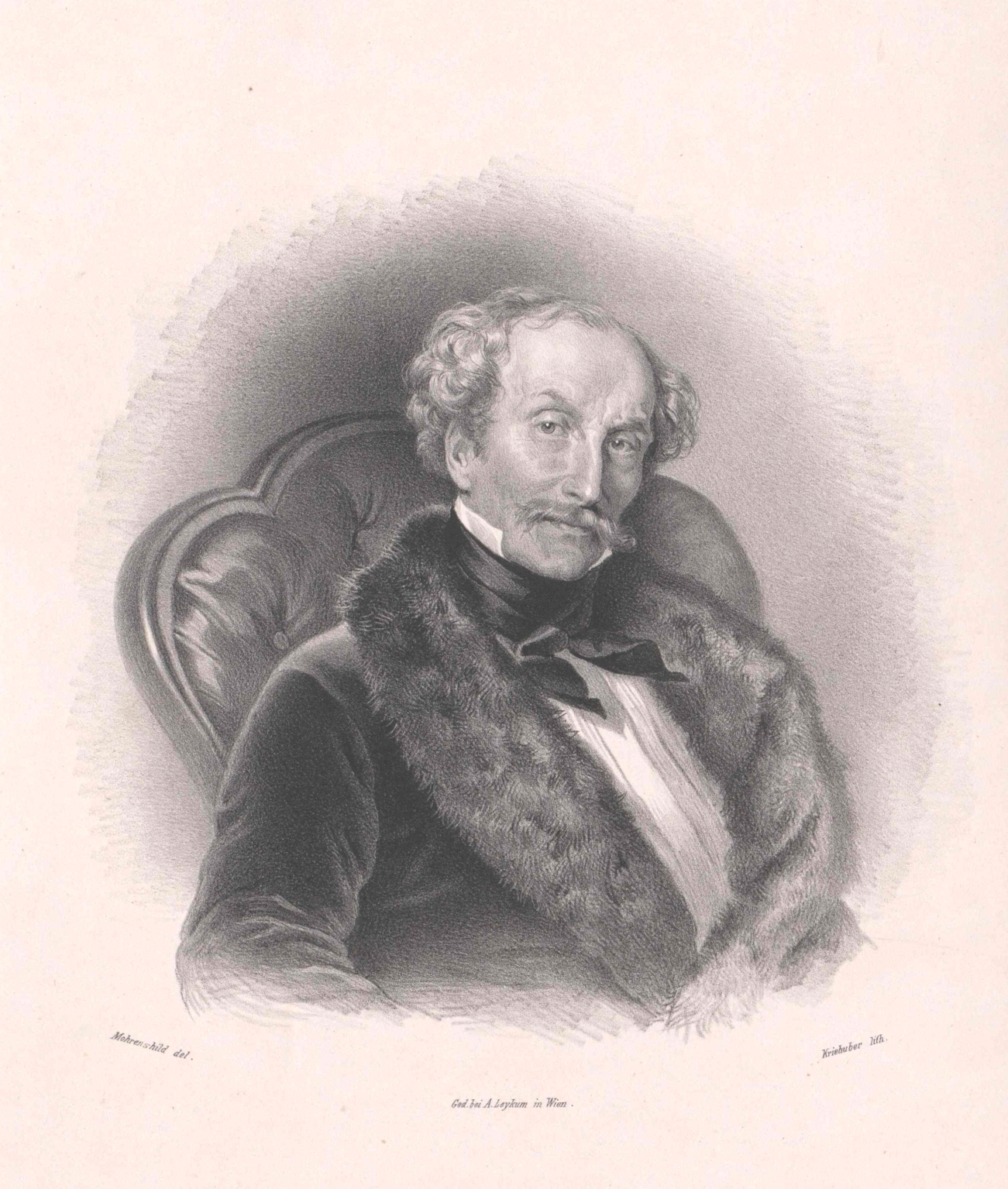
Woldemar von Löwenstern

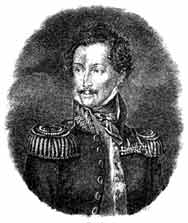
Woldemar von Löwenstern

Woldemar Hermann von Löwenstern (* 8. Dezember 1776 in Rasik, Gouvernement Estland; † 21. Januar 1858 in Sankt Petersburg) war ein deutsch-baltischer Gutsbesitzer und Offizier in russischen Diensten.

## Leben
Baron von Löwenstern war zweitgeborener Sohn und drittes von zehn Kindern des deutschbaltischen Politikers Baron Hermann Ludwig von Löwenstern und seiner Ehefrau Hedwig, geborene Staël von Holstein. Georg Heinrich von Löwenstern und Johann Peter Eduard von Löwenstern waren seine jüngeren Brüder.
Löwenstern trat 1794 als Sergeant des Semjonowskoje-Leibgarderegiments in russische Dienste und wurde 1795 zum Hauptmann befördert. Seit 1798 Eskadronchef, nahm er 1804 erstmals den Abschied vom Militär, wurde aber bald im Zuge der Koalitionskriege wieder reaktiviert. 1812 war er als Major Adjutant von Michael Andreas Barclay de Tolly. Mit seiner Beförderung zum Oberstleutnant wurde er Adjutant von Michail Illarionowitsch Kutusow und 1813 mit dem Pour le Mérite ausgezeichnet. Als Oberst wurde Baron Löwenstern 1819 ein zweites Mal verabschiedet und wurde Mitglied des Russischen Staatsrats. Er kehrte jedoch 1826 nochmals zum russischen Militär zurück und war noch bis zur endgültigen Verabschiedung 1834 als Generalmajor aktiv. Danach verbrachte er den Ruhestand in St. Petersburg.
Ihm gehörten die Güter Rasik und Campen in Livland. Er war seit 1804 mit Natalie, geb. Gräfin Tiesenhausen verheiratet, die 1809 in Wien starb. 1821 heiratete er in St. Petersburg Sophia Obreskow, eine Tochter des russischen Generalleutnants Michael Obreskow. Die beiden Kinder aus der ersten Ehe starben früh, der zweiten Ehe entstammten zwei Söhne und zwei Töchter.

## Auszeichnungen
- 1812: Orden des Heiligen Wladimir (für die Schlacht von Borodino)
- 1813: Schwertorden (für die Besetzung Bernburgs)
- 1813: Russischer Orden der Heiligen Anna 2. Klasse (für die Besetzung Göttingens)
- 6. September 1813: Pour le Mérite
- 18. Dezember 1813: Russischer Orden des Heiligen Georg, 4. Klasse[2]

## Schriften
- Friedrich von Smitt (Hrsg.): Denkwürdigkeiten eines Livländers. 2 Bände, Leipzig und Heidelberg: Winter 1858, Digitalisat von Band 1, Digitalisat von Band 2.
- M.H. Weill (Hrsg.): Mémoires du général-major russe baron de Löwenstern (1776–1858) publiés d'après le manuscrit original et annotés. Paris 1903 (Digitalisat).